# وونذاغي
وونذاغي هي بلدة، في أستراليا، تقع في ولاية فيكتوريا، بلغ عدد سكانها 4,965  نسمة وذلك حسب إحصائيات سنة 2016، رمزها البريدي هو 3995.

## أعلام
- إليزابيث هاني
- ألان براون
- دالي ستيفنسون
- يان هارفي
- دارين هاري